# 西海蘭 (特拉華州)
西海蘭（英語：Highland West）是位於美國特拉華州紐卡斯爾縣的一個非建制地區。該地的面積和人口皆未知。

## 地理
西海蘭的座標為39°45′25″N 75°39′44″W / 39.75694°N 75.66222°W，而該地的平均海拔高度為81米（即266英尺）。